# Orden (Perú)
El Partido Político Orden  fue un partido político peruano conservador menor. Fundado el 23 de abril de 2009 por el exministro de Defensa, Ántero Flores Aráoz, el cual fue candidato a la Presidencia en las elecciones generales de Perú de 2016.

## Historia
En las elecciones generales celebradas el 10 de abril de 2016, el partido obtuvo el 0,4% del voto popular, quedando décimo y último. A nivel parlamentario, el partido obtuvo un 0,6% y ningún escaño en el Congreso de la República.
El partido fue posteriormente cancelado por el Jurado Nacional de Elecciones en julio de 2017 junto con otros partidos que no pasaron el umbral electoral.

## Resultados electorales

### Elecciones presidenciales
| Año  | Fórmula presidencial | Fórmula presidencial | Fórmula presidencial | Fórmula presidencial | Votos  | %               | Resultado | Notas                                                 |
| Año  | Presidente           | Presidente           | Vicepresidentes      | Vicepresidentes      | Votos  | %               | Resultado | Notas                                                 |
| ---- | -------------------- | -------------------- | -------------------- | -------------------- | ------ | --------------- | --------- | ----------------------------------------------------- |
| 2016 |                      | Ántero Flores Aráoz  | 1.º                  | Rómulo Mucho         | 65 673 | \| \| 0.43 % \| | 10.º      | Primera y última participación electoral del partido. |
| 2016 | 2.º                  | Ántero Flores Aráoz  | Mery Botton          |                      | 65 673 | \| \| 0.43 % \| | 10.º      | Primera y última participación electoral del partido. |
|      | 0.43 %               |                      |                      |                      |        |                 |           |                                                       |

### Elecciones parlamentarias
| Año  | Congresistas | Congresistas    | Congresistas | Posición | Notas                                        |
| Año  | Votos        | %               | Escaños      | Posición | Notas                                        |
| ---- | ------------ | --------------- | ------------ | -------- | -------------------------------------------- |
| 2016 | 68 474       | \| \| 0.56 % \| | 0/130        | 10.º     | Primera participación electoral del partido. |
|      | 0.56 %       |                 |              |          |                                              |

### Elecciones al Parlamento Andino
| Año  | Votos  | %               | Escaños | Posición | Notas                                        |
| ---- | ------ | --------------- | ------- | -------- | -------------------------------------------- |
| 2016 | 59 318 | \| \| 0.59 % \| | 0/5     | 9.º      | Primera participación electoral del partido. |
|      | 0.59 % |                 |         |          |                                              |